# 克拉普法雷拉斯山
46°34′18″N 9°32′44″E / 46.57180°N 9.54562°E

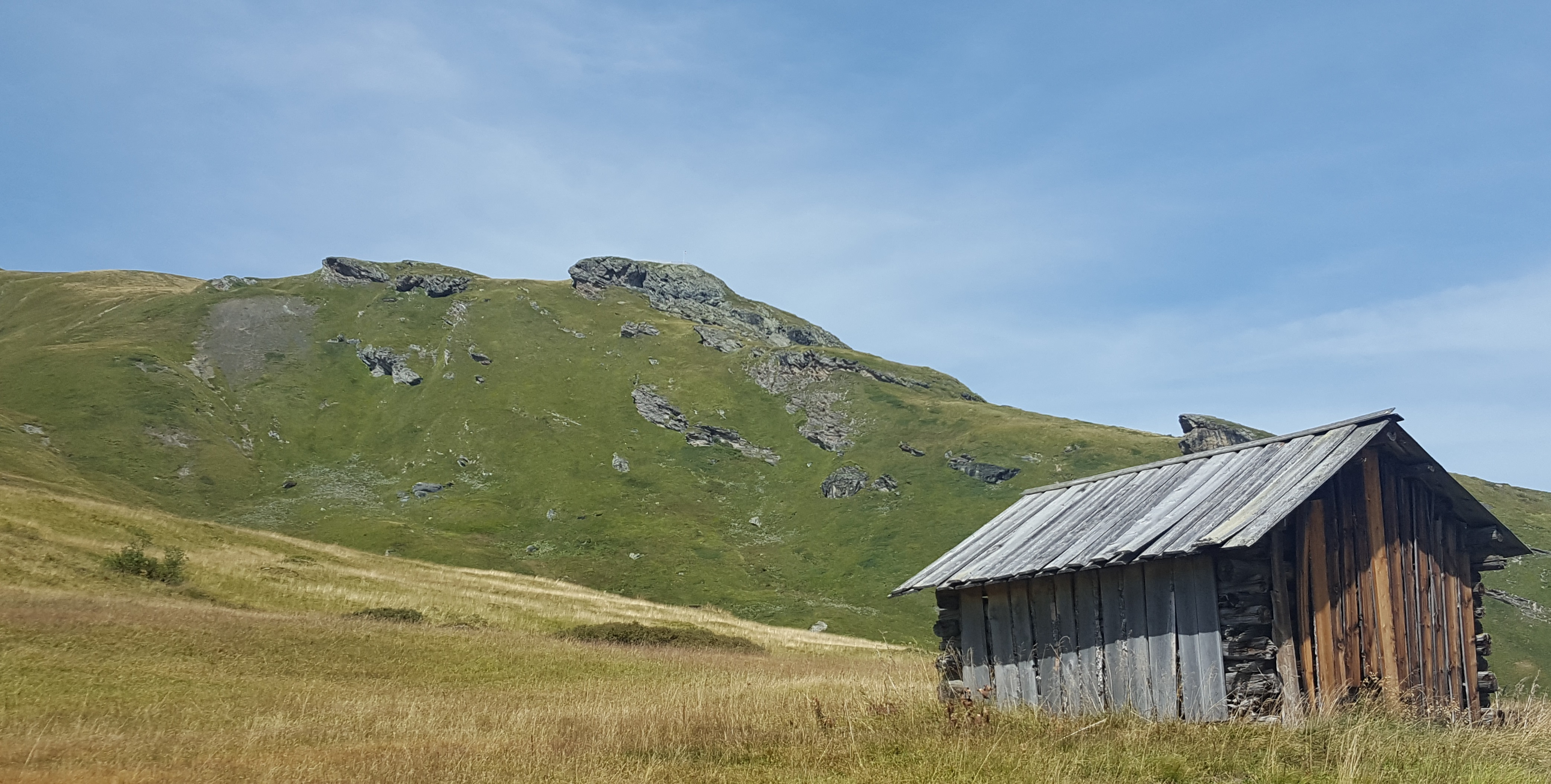

克拉普法雷拉斯山（Crap Farreras），是瑞士的山峰，位於該國東南部，由格勞賓登州負責管轄，屬於上哈爾布施泰因阿爾卑斯山脈的一部分，距離馬特格納斯峰0.1公里，海拔高度2,227米，每年平均降雨量1,729毫米。